# Pheidole
Pheidole — рід мурашок підродини Myrmicinae.

## Поширення
Космополітичний рід. Еволюційно рід виник в Америці, а звідси поширився на всі континенти (крім Антарктиди). В Європі трапляється лише 9 видів, але вони поширені лише в Південній Європі.

## Опис
Мурахи середнього розміру. Вирізняються порівняно збільшеною головою. У колоніях є дві касти безплідних самок: дрібні робітники завдовжки від двох до чотирьох міліметрів із нормальною будовою і «солдати». Як правило, у солдатів дуже великі голови та нижня щелепа, тіло завдовжки від 2,5 до 6 мм. У восьми видів відсутня каста робітників. Ці види є соціальними паразитами та використовують рабів, яких захоплюють у мурашниках інших видів. Вусики складаються з 9-12 сегментів, з трьома апікальними кінцівками, що формуються в булаву. Переднеспинка у деяких видів має дві колючки, а мезонотум дуже високий. Метанотум круто вигинається петіоль досить вузький.

## Види
Рід включає понад 1000 видів. Повний перелік див.: Список видів роду Pheidole.